# Лиманка (річка)
Лиманка, Маленок — річка в Україні, у Шосткинському районі Сумської області. Права притока Клевені (басейн Дніпра).

## Опис
Довжина річки приблизно 2,1 км.

## Розташування
Бере початок у північно-західній частині села Студенок. Спочатку тече на південний схід, потім на південний захід і впадає у річку Клевень, праву притоку Сейму.